# Louis-Claude Daquin
Pour les articles homonymes, voir Daquin et Aquin.
Louis-Claude Daquin (ou D'Aquin), né à Paris le 4 juillet 1694, et mort à Paris le 15 juin 1772, est un compositeur, organiste et claveciniste français.

## Biographie
Louis-Claude Daquin est le fils de Claude Daquin, bourgeois de Paris d'origine juive, et d’Anne Tiersant. Les Daquin sont des d'Aquino venus d'Italie. Un de ses grands-oncles est professeur d'hébreu au Collège de France. Il commence une carrière d’enfant prodige en étant présenté à la cour de Louis XIV à l’âge de six ans, comme avant lui Élisabeth Jacquet, sa marraine, et Jean-François Dandrieu.
Il épousa en 1722 Denise-Thérèse Quirot, fille d'un greffier des bâtiments. Il était alors organiste du roi en la chapelle royale du Palais et ordinaire de la musique du prince de Conti.
Il cumula les titres prestigieux : préféré à Rameau au poste d'organiste de l'Église Saint-Paul à Paris, il succède à son ancien maître, Louis Marchand, en 1732 à l'orgue des Cordeliers, à Jean-François Dandrieu en 1739 à la Chapelle Royale, puis devient titulaire des orgues de la cathédrale Notre-Dame de Paris en 1755 comme successeur de Guillaume-Antoine Calvière. Virtuose éblouissant aux claviers, il est hautement apprécié de l'aristocratie et son jeu à l'orgue attire des foules considérables.
Il est le père de Pierre-Louis d'Aquin de Château-Lyon (1720-1796), écrivain, auteur du Siècle littéraire de Louis XV.

## L’œuvre

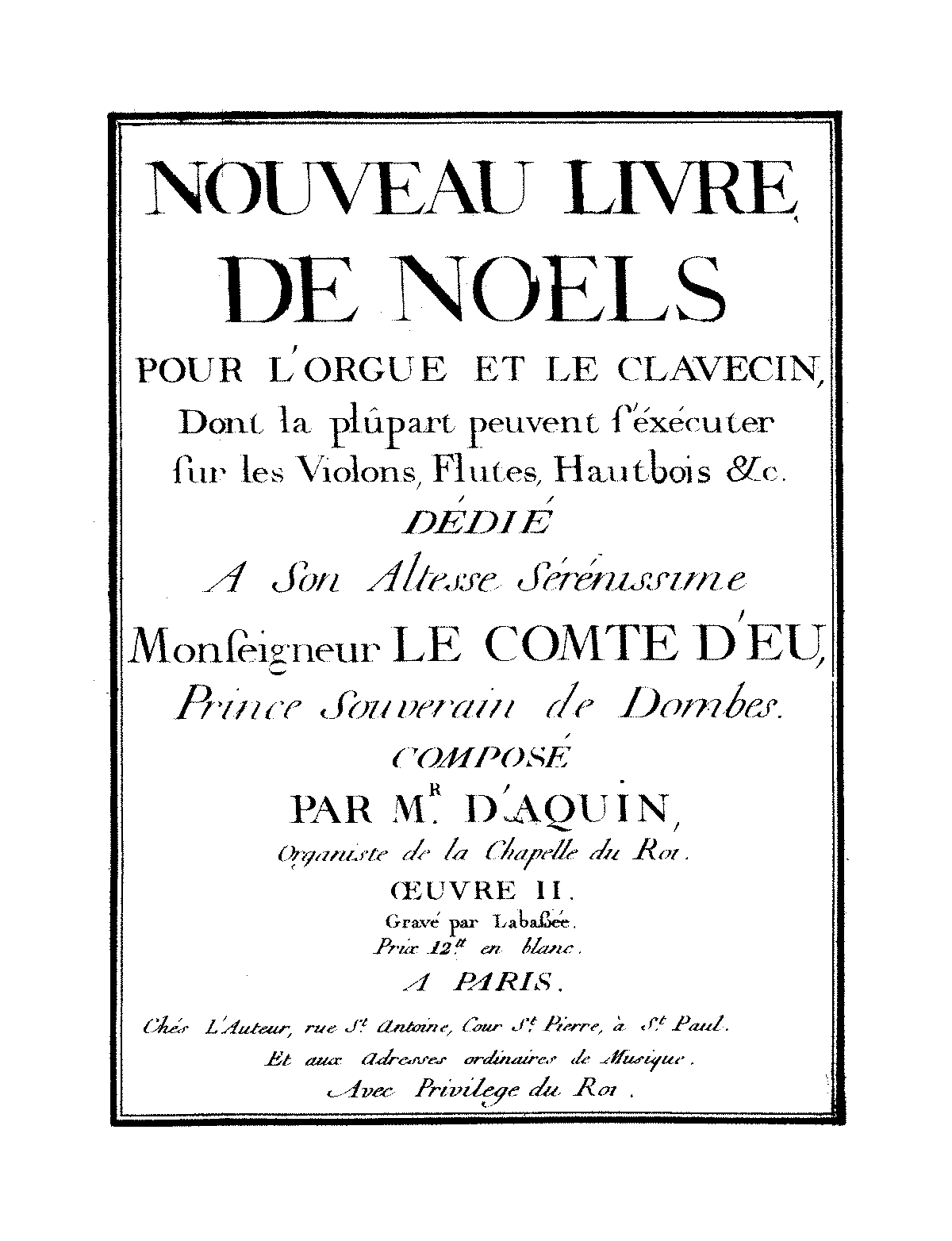
Nouveau livre de Noëls pour l'orgue et le clavecin - Louis-Claude D'Aquin.

De nombreuses œuvres vocales et instrumentales connues par les documents d'époque sont actuellement perdues. Seuls nous sont parvenus :
- en 1735, un Premier Livre de Pièces de Clavecin (en 4 suites) qui juxtapose des airs de danse dans la grande tradition française, des « pièces de caractère » dans la manière de Couperin, des pièces imitatives (Le Coucou, Les Vents en courroux, etc.) ou à programme (Les Plaisirs de la chasse) qui en appellent parfois à de grandes difficultés d'exécution : celles-ci évoquent plutôt la manière de Rameau.
- en 1757, un Nouveau Livre de noëls, recueil de noëls variés « pour l’orgue et le clavecin, dont la plupart peuvent s’exécuter sur les Violons, Flutes, Hautbois, &c. », le plus abouti de ce genre typiquement français ;
- une cantate.

Il existe aussi, sous forme manuscrite, deux messes, un Te Deum, un Miserere, des Leçons de Ténèbres et une petite suite pour flûte à bec et basse continue.

### Premier Livre de Pièces de Clavecin
Ce livre contient 28 pièces en 4 suites :
- Première suite en sol (certaines pièces sont en sol majeur et d'autres sont en sol mineur) :
  - Allemande
  - Rigaudon en rondeau
  - Musette en rondeau
  - Tambourin en rondeau
  - La Guittare
  - Les Vents en Couroux
  - Les Bergères
  - La Ronde Bachique
  - Les Trois Cadances
- Deuxième suite en ré (même remarque que pour la première suite) :
  - Allemande
  - Courante
  - La Favorite
  - Les Enchainemens Harmonieux
  - Le Dépit Généreux
  - L'Hirondelle
- Troisième suite en mi :
  - Le Coucou
  - La Joyeuse
  - L'Amusante
  - La Tendre Silvie
- Quatrième suite en do :
  - La Mélodieuse
  - Menuets (1 et 2)
  - Les Plaisirs de la Chasse - Divertissement
    - L'appel des Chasseurs - Fanfare en Rondeau
    - Marche
    - L'appel des Chiens (rondeau)
    - La Prise du Cerf (rondeau)
    - La Curée - Fanfare (rondeau)
    - Réjouissance des Chasseurs (menuets 1 et 2)
    - Suite de la Réjouissance (gavotte en rondeau et 4 doubles)

Le Coucou des Pièces de clavecin est devenu un grand succès auprès du public comme rappel (bis), même chez les plus grands virtuoses du piano:
- Sergueï Rachmaninov, en 1920.
- Solomon, en 1946.
- György Cziffra, à la fin de son récital à la Stiftskirche d'Ossiach, en 1974.

### Nouveau Livre de noëls
- I. Noël sur les jeux d’Anches, sans tremblant. « À la venue de Noël »
- II. Noël en dialogue, Duo, Trio, sur le cornet de récit, les tierces du positif et la Pédalle de Flûte. « Or nous dites Marie »
- III. Noël en Musette, en Dialogue, et en Duo. « Une bergère jolie »
- IV. Noël en Duo, sur les jeux d’Anches, sans tremblant. « Noël, cette journée »
- V. Noël en Duo. « Je me suis levé » ou « Ô jour glorieux »
- VI. Noël sur les jeux d’Anches, sans tremblant, et en Duo. « Qu’Adam fut un pauvre homme »
- VII. Noël en Trio et en Dialogue, le Cornet de récit de la main droite, la Tierce du Positif de la main gauche. « Chrétiens qui suivez l’Église »
- VIII. Noël étranger, sur les jeux d’Anches, sans tremblant et en Duo. « ? »
- IX. Noël sur les Flûtes. « Noël pour l’amour de Marie »
- X. Noël, Grand Jeu et Duo. « Quand Jésus naquit à Noël » ou « Bon Joseph, écoutez-moi »
- XI. Noël en récit en taille, sur la tierce du Positif, avec la Pédalle de flûte, et en Duo. « Une Vierge pucelle »
- XII. Noël suisse, Grand Jeu et Duo. « Il est un petit l’ange » ou « Ô Dieu de clémence ».

### Discographie
- Louis Claude Daquin, l’œuvre intégrale pour orgue. Marina Tchebourkina aux Grandes Orgues de la Chapelle Royale du château de Versailles. — Paris : Natives, 2004.  (EAN 3760075340049)
- France Orgue Discographie établie par Alain Cartayrade.